# Ісонокамі-дзінгу
Ісонокамі-дзінгу (яп. 石上神宮, Ісонокамі-дзінгу, також 石上布都御魂神社 Ісонокамі-фуцу-но-мітама-дзіндзя, 布留大明神 Фуру-о: медзін) — синтоїстське святилище в місті Тенрі префектури Нара, в Японії.

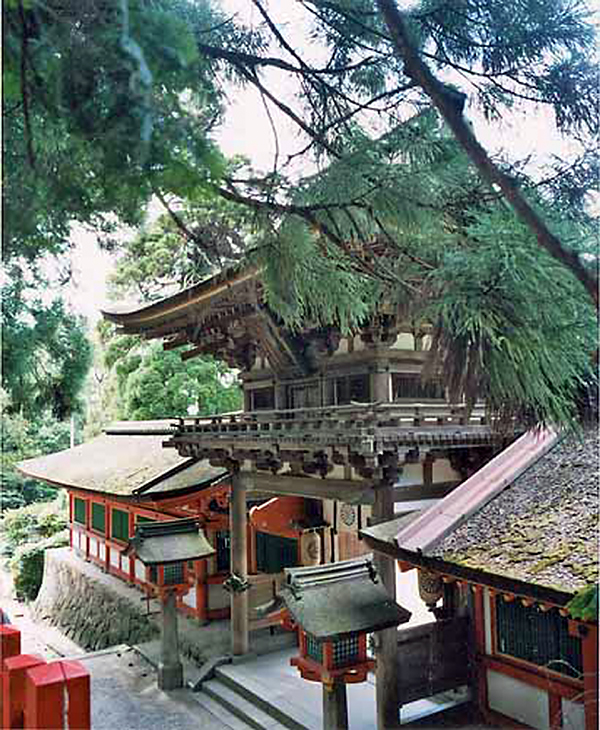
Ворота храму

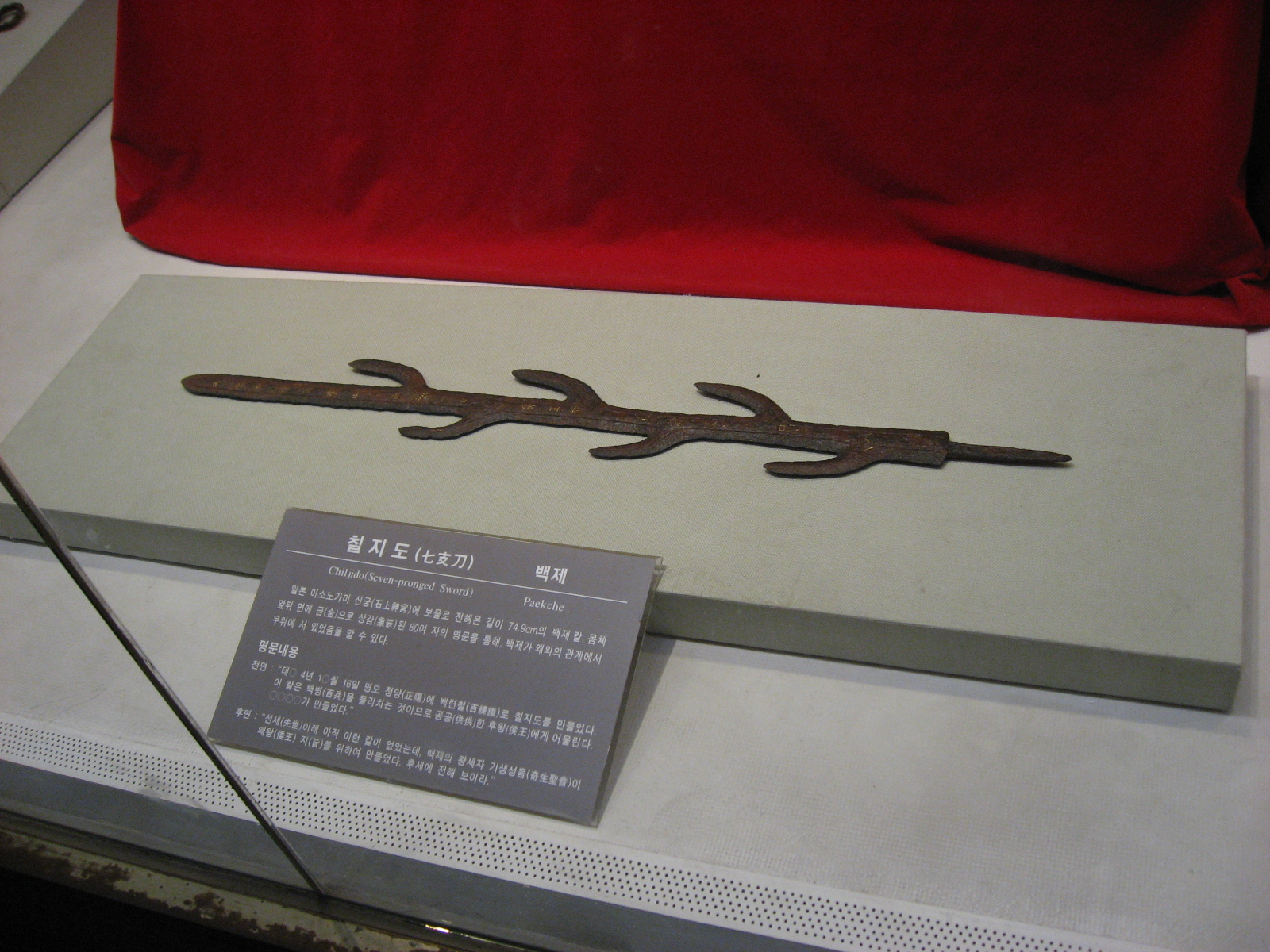
Копія священного меча з 7 лезами у музеї Південної Кореї

Головною святинею Ісонокамі є дорогоцінний меч Фуцу-но-мітама, камі цього святилища. На думку деяких синтоїстських теологів, у даному випадку йдеться про мітама (дусі) усієї Японії, що мешкає в Ісонокамі. Згідно з відданнями, це легендарний меч Тоцука-но-Цуругі, яким Сусаноо убив дракона Ямата-но ороті, і допоміг легендарному імператорові Дзімму підпорядкувати Японію. Меч був знайдений в імператорському палаці при імператорові Судзіні і в 93 році до н. е.  переданий ним в храм Ісонокамі.
У внутрішній частині святилища зберігаються великі збори холодної зброї. Однією з особливих реліквій цих зборів є Нанацусая-но-таті, меч з 7 лезами, виготовлений в 369 р. Згідно з переказом, тут також зберігаються 1000 мечів, пожертвуваних імператором Суйніном. До реставрації Мейдзі священицький сан в Ісонокамі передавався у спадок.
Починаючи з періоду Ямато покровителями храму був рід Мононобе.
Згідно з віруваннями синтоїстів, чистота камі в Ісонокамі має цілющу силу, і священнослужителі храму є творцями особливих психосоматичних вправ, що включають техніку дихання, молитви, певні рухи тіла і т. д.
Комплекс Ісонокамі-дзінгу входить до числа Національних скарбів Японії.